# Ekeby tomtområde
Ekeby tomtområde är en tätort i Munsö socken, Ekerö kommun, Stockholms län, som omfattar den gamla byn Ekeby och ett större småhusområde norr därom.
Byn, som fram till mitten av 1500-talet tillhörde Färentuna socken, omtalas i skriftliga källor första gången 1289, då jord i byn testamenterades till dominikanerkonventet i Sigtuna. 1322 bytte kyrkoherden i Härkeberga och hans bort bort jord i Ekeby till Vårfruberga kloster. I den äldsta bevarade årliga räntan från 1541 upptas ett skattehemman, ett kronotorp, en gård personligen tillhörig Gustav Vasa (arv och eget), ett kyrkohemman (från 1552 underlagt arv och egethemmanet ovan). Gustav Vasas gård var troligen indragen kyrkojord, men tillhörde kungen redan 1531.
Bebyggelsen utgjorde till 2018 en småort och från 2018 en tätort av SCB namnsatt till Ekeby tomtområde. År 2000 avgränsade SCB här också ett fritidshusområde. 2010 omfattade området 133 fritidshus över 57 hektar.

## Befolkningsutveckling
| Befolkningsutvecklingen i Ekeby tomtområde 1990–2020 | Befolkningsutvecklingen i Ekeby tomtområde 1990–2020 | Befolkningsutvecklingen i Ekeby tomtområde 1990–2020 | Befolkningsutvecklingen i Ekeby tomtområde 1990–2020 | Befolkningsutvecklingen i Ekeby tomtområde 1990–2020 |
| ---------------------------------------------------- | ---------------------------------------------------- | ---------------------------------------------------- | ---------------------------------------------------- | ---------------------------------------------------- |
|                                                      |                                                      |                                                      |                                                      |                                                      |
| År                                                   |                                                      |                                                      | Folkmängd                                            | Areal (ha)                                           |
| 1990                                                 | 1990                                                 |                                                      | 86                                                   | 66#                                                  |
| 1995                                                 | 1995                                                 |                                                      | 53                                                   | 32#                                                  |
| 2000                                                 | 2000                                                 |                                                      | 66                                                   | 34#                                                  |
| 2005                                                 | 2005                                                 |                                                      | 70                                                   | 33#                                                  |
| 2010                                                 | 2010                                                 |                                                      | 87                                                   | 33#                                                  |
| 2015                                                 | 2015                                                 |                                                      | 170                                                  | 93#                                                  |
| 2020                                                 | 2020                                                 |                                                      | 210                                                  | 111                                                  |
| Anm.: tätort 2018 # Som småort.                      |                                                      |                                                      |                                                      |                                                      |